# Andronikos Komnenos (Sohn Johannes’ II.)
Andronikos Komnenos (mittelgriechisch Ἀνδρόνικος Κομνηνός; * um 1108; † Herbst 1142 in Attaleia [?]), Beiname Porphyrogennetos, war ein byzantinischer Prinz aus der Dynastie der Komnenen.

## Leben
Andronikos Komnenos war der zweitälteste Sohn des Kaisers Johannes II. und der Piroska-Irene. Er hatte einen älteren Bruder, den Kronprinzen Alexios, die beiden jüngeren Brüder Isaak und den späteren Kaiser Manuel sowie vier Schwestern namens Maria, Anna, Theodora und Eudokia.
Im Jahr 1122 wurden Andronikos und seine beiden jüngeren Brüder Isaak und Manuel von Johannes II. in einer prachtvollen Zeremonie im Großen Palast von Konstantinopel zu Sebastokratoren erhoben; gleichzeitig wurde Alexios zum Mitkaiser (Symbasileus) gekrönt. Über Andronikos’ Leben ist ansonsten wenig bekannt, doch scheint er seinen Vater auf dessen Feldzügen an der Donau sowie in Kilikien und Syrien begleitet zu haben. 1133 nahm Andronikos zusammen mit seinen Brüdern am Triumphzug teil, den Johannes II. in Konstantinopel anlässlich der Rückeroberung Kastamons von den Danischmenden abhielt.
Als der Mitkaiser Alexios am 2. August 1142 bei einem Aufenthalt in Attaleia in Pamphylien einer Fieberkrankheit erlag, avancierte Andronikos Komnenos zum Thronfolger. Gemeinsam mit seinem Bruder Isaak sollte er Alexios’ Leichnam nach Konstantinopel überführen. Er erkrankte aber kurz vor dem Antritt (oder während) der Schiffsreise ebenfalls und starb. Andronikos wurde in der Pantokrator-Kirche, der Grablege der Komnenen, beigesetzt. Er hinterließ seine Frau Irene Aineiadissa († 1150/51) mit den Kindern Maria, Johannes, Theodora, Eudokia und Alexios.